# Pellifronia brianhayesi
Pellifronia brianhayesi é uma espécie de gastrópode do gênero Pellifronia, pertencente a família Terebridae.